# James Franck

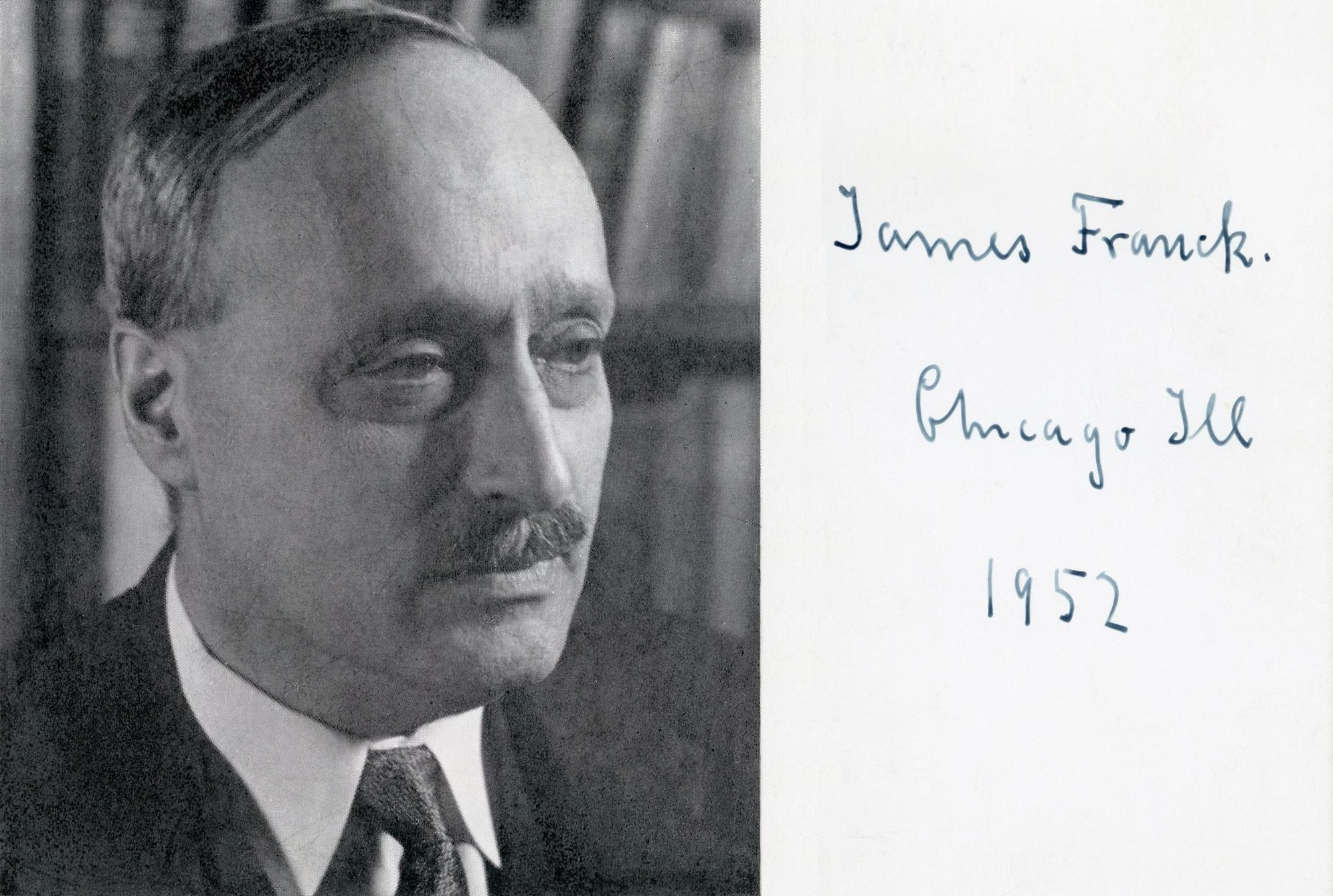
James Franck, Chicago 1952

James Franck, född 26 augusti 1882 i Hamburg, död 21 maj 1964 i Göttingen, var en tysk-amerikansk fysiker som tillsammans med Gustav Hertz fick Nobelpriset i fysik 1925 för sin forskning på elektronstrukturen i atomer (Franck-Hertz försök). 
Franck studerade i Heidelberg och Berlin (under Paul Drude och Heinrich Rubens) och promoverades där till filosofie doktor 1906. År 1911 blev han docent i fysik i Berlin, 1918 medlem av Kaiser-Wilhelms-Institut für physikalische Chemie och 1920 ordinarie professor i experimentalfysik vid Göttingens universitet (1920–33). Efter nazisternas maktövertagande flyttade han 1935 till USA och kom att medverka i Manhattanprojektet.
Bland Francks många grundläggande arbeten inom atomfysiken kan framhållas hans med Gustav Hertz utförda undersökningar angående de spänningar, som erfordras för joniseringen av vätgasmolekylen (1913), samt angående de hos atomer genom elektronstötar framkallade modifikationerna, som påvisas genom fluorescensspektra.